# Andrés Feliz
Andrés Rafael Feliz Sarita (* 15. Juli 1997 in Santo Domingo) ist ein dominikanischer Basketballspieler, der auf der Position des Point Guards eingesetzt wird.

## Laufbahn

### Verein
Andrés Feliz übersiedelte 2013, im Alter von 16 Jahren, in die Vereinigten Staaten, wo er in der West Oak Academy in Orlando die Highschool absolvierte. Danach ging er zunächst auf das Northwest Florida State College und nahm mit der Basketballmannschaft an den Bewerben der National Junior College Athletic Association teil und ab 2018 schließlich auf die University of Illinois, wo er von 2018 bis 2020 für die Fighting Illini in der Big Ten Conference zum Einsatz kam.
Seine erste Station als Profi war der spanische Verein Joventut de Badalona, der Andrés Feliz im Februar 2021 unter Vertrag nahm und zunächst im Farmteam CB Prat in der drittklassigen LEB Plata einsetzte, mit dem er den Aufstieg in die LEB Oro erreichte. Sein Debüt in der Liga ACB für Joventut de Badalona feierte Andrés Feliz am 18. September 2021. Fortan konnte er seine Statistiken von Saison zu Saison steigern und wurde schnell zu einem tragenden Spieler in den Reihen der Katalanen. In der Spielzeit 2023/24 steuerte er durchschnittlich 15 Punkte, 4,3 Rebounds und 4,3 Assists bei und wurde für seine Leistungen ins All-Tournament Team der spanischen Meisterschaft gewählt. Im EuroCup erreichte er mit Joventut das Viertelfinale, steuerte selbst 14,7 Punkte und 5,1 Assists bei und wurde in das All-Tournament Second Team gewählt. Im Sommer 2024 gab der regierende spanische Meister Real Madrid die Verpflichtung von Andrés Feliz bekannt.

### Nationalmannschaft
Mit der U17-Nationalmannschaft der Dominikanischen Republik konnte Andrés Feliz im Jahr 2013 durch einen 85:58-Finalsieg gegen Puerto Rico den Centrobasket gewinnen. Ein Jahr später nahm er mit der U18 an der FIBA Amerikameisterschaft teil und beendete das Turnier auf dem dritten Platz. Bei der U-19-Basketball-Weltmeisterschaft 2015 erzielte er durchschnittlich 18,9 Punkte pro Spiel und war damit Topscorer des Turniers, die Dominikanische Republik beendete die WM auf dem 13. Platz.
Sein Debüt in der A-Nationalmannschaft feierte er im Zuge der Panamerikanischen Spiele 2015 in Toronto, bei denen er mit seiner Mannschaft das Halbfinale erreichte und auf dem vierten Platz landete. Andrés Feliz war ebenfalls Teil des Endrundenkaders bei der Basketball-Amerikameisterschaft 2022, wo er mit der Dominikanischen Republik das Viertelfinale erreichte, sowie der Weltmeisterschaft 2023, wo seine Landesauswahl das Turnier auf dem 14. Platz beendete.

## Erfolge
Real Madrid
- Spanische Meisterschaft: 2024/25

Nationalmannschaft
- FIBA Amerikameisterschaft U18: Bronze 2014
- Centrobasket U17: Gold 2013

Ehrungen
- Liga ACB All-Tournament Team 2023/24
- EuroCup All-Tournament Second Team 2023/24
- Bester Scorer der U-19-Basketball-Weltmeisterschaft 2015